# Mejeriforeningen
Mejeriforeningen, grundlagt i 1912, er de danske mejeriers brancheorganisation.
Organisationen blev oprettet som De samvirkende danske Mejeriforeningers Fællesorganisation i 1912. Navnet ændres til Danske Mejeriers Fællesorganisation i 1972 og til det nuværende i 1997. Næsten alle danske privatejede mejerier, andelsmejerier og øvrige private mejerivirksomheder er medlem af Mejeriforeningen.
Mejeriforeningen varetager en række fælles interesser i både Danmark og udlandet, bl.a. i forhold til lovgivningen i Folketinget og særligt Europa-Parlamentet. Samtidig samarbejdes der med andre landbrugsorganisationer i organisationen Dansk Kvæg om at skabe bedre forhold for dansk kvægbrug. Mejeriforeningen udarbejder desuden omfattende statistisk materiale om produktion og forbrug af mælk i Danmark.
Foreningens hovedkvarter ligger i Aarhus. Derudover har Mejeriforeningen en repræsentation i Bruxelles.